# Oppianos
Oppianos (grekiska: Οππιανός, latin: Oppianus) var en antik grekisk författare från Kilikien, verksam under mitten av 100-talet e.Kr. Han efterlämnade en lärodikt (Halieutika) i fem böcker om fiskarnas levnadssätt och metoderna för deras fångande.
En annan Oppianos, från Syrien, möjligen en efterbildare som falskeligen antagit detta namn, levde något senare och har författat en lärodikt om jakten (Kynegetika).